# 국제운전면허증

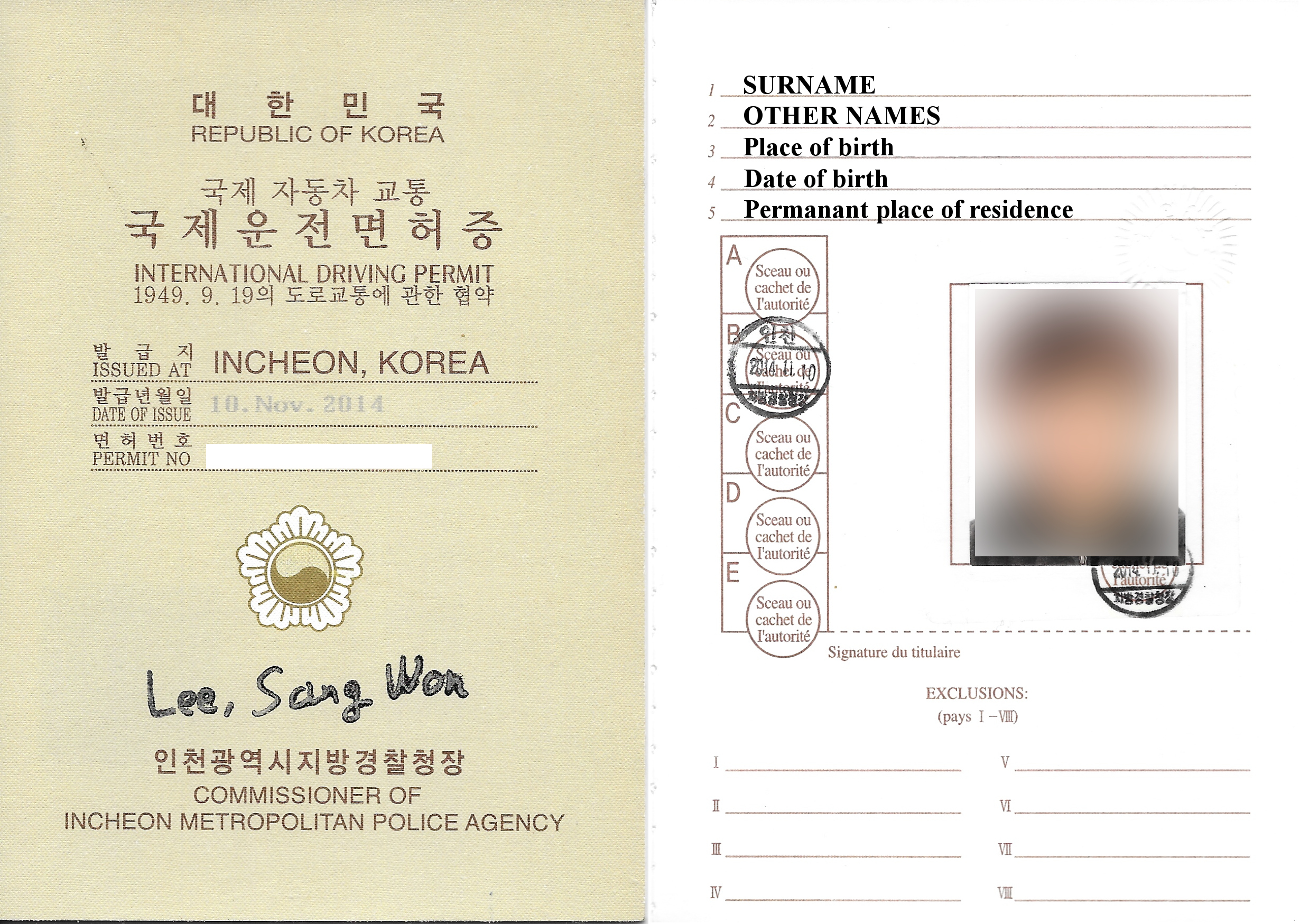
대한민국 인천광역시에서 발급된 국제운전면허증

국제운전면허증(國際運轉免許證, 영어: International Driving Permit; IDP)은 자동차 운전면허를 소유한 국가 또는 지역 이외에서 자동차 운전을 가능하게 하는 면허이다. 국제운전면허증은 종이 책자 형태이며 크기는 발행 국가에 따라 약간의 차이가 있지만, 대개 여권 크기에서 한층 크게 한 정도이다.
유효 기간은 1949년 도로 교통에 관한 제네바 협약의 국제운전면허증은 1년, 1968년 도로 교통에 관한 비엔나 협약의 국제운전면허증은 3년이다.
국제운전면허를 관장하는 협약은 총 3개가 있는데, 1926년 자동차 교통에 관한 파리 협약, 1949년 도로 교통에 관한 제네바 협약, 1968년 도로 교통에 관한 비엔나 협약이다.
그 중, 우리나라는 1949년 도로 교통에 관한 제네바 협약만 비준 했으며, 1968년 도로 교통에 관한 비엔나 협약은 서명만 한 상태이다.
크게 A, B, C, D, E 다섯 개의 운전면허로 나뉘는데, 각 운전면허 별로 운전할 수 있는 차량은 다음과 같다.
| 1949년 도로 교통에 관한 제네바 협약 |                                                                                               |
| 본 운전면허증이 유효한 차량 | 운전면허 [대응되는 대한민국의 자동차 운전면허]                                                |
| 이륜 자동차 (측면 부착차의 유무를 불문), 신체 장애인용 차량 및 차체 중량 400kg 을 초과하지 않는 3륜 자동차.                                                        | A [2종 소형]                                                                                  |
| 운전자의 좌석 이외에 최대 8개 좌석을 가진 승용차 및 허용 최대 중량이 3,500kg 을 초과하지 않는 화물 자동차. 상기 차량은 1개의 소형 피 견인 자동차를 연결할 수 있음. | B [1종 대형, 1종 보통, 1종 특수 (대형견인), 1종 특수 (소형견인), 1종 특수 (구난차), 2종 보통] |
| 허용 최대 중량이 3,500kg 을 초과하는 화물 자동차. 1개의 소형 피 견인 자동차를 연결할 수 있음.                                                                      | C [1종 대형]                                                                                  |
| 운전자의 좌석 이외에 8개 이상의 좌석을 가진 승객 운송 자동차. 1개의 소형 피 견인 자동차를 연결할 수 있음.                                                          | D [1종 대형]                                                                                  |
| 상기 B, C, D 중 어느 하나에 해당하는 자동차로서 소형 피 견인 자동차 이외의 것을 연결한 것.                                                                         | E [1종 특수 (대형견인), 1종 특수 (구난차)]                                                    |
| "허용 최대 중량" 이란 동 차량의 차체 중량과 최대 적재량을 합한 것이며, "최대 적재량" 이란 차량 등록국의 관계 당국이 선언한 적재 중량임.                            | "소형 피 견인 자동차" 는 허용 최대 중량이 750kg 을 초과하지 않는 것을 말함.                   |